# 古川雅典
古川 雅典（ふるかわ まさのり、1952年〈昭和27年〉6月26日 - ）は、日本の政治家。元岐阜県多治見市長（4期）、元岐阜県議会議員（2期）。元多治見市議会議員（3期）。

## 来歴
岐阜県多治見市出身。多治見市立精華小学校、多治見市立陶都中学校、岐阜県立多治見北高等学校卒業。1975年（昭和50年）3月、芝浦工業大学工学部工業経営科卒業。1977年（昭和52年）4月、多治見市役所に入庁。
1987年（昭和62年）4月の多治見市議会議員選挙に初当選。以後市議を3期務める。
1999年（平成11年）4月の岐阜県議会議員選挙で初当選。2003年（平成15年）、再選。県議時代は民主党に所属した。
2007年（平成19年）4月22日に行われた多治見市長選挙に立候補。元市議の中道育夫、自民党推薦の元市議の水野忠勝ら2候補を破り初当選した。4月30日、市長就任。
2011年（平成23年）、無投票により再選。2015年（平成27年）、無投票により3選。2019年（平成31年）、無投票により4選。
2022年12月13日の市議会本会議において、翌2023年4月に予定される任期満了に伴う次期市長選挙に立候補しない事を表明した。